# Kezia Gill
Kezia Gill (* um 1987 in Nottingham) ist eine britische Sängerin, Gitarristin und Songwriterin.

## Leben
Kezia Gill hat irische Wurzeln. Sie stammt aus einer Musikerfamilie und ist eine Tochter des Sängers Eddie Gill. Einer ihrer Großväter war Eamon Gill. Die Familie wohnte in den ersten Lebensjahren Kezia Gills in Longeaton. Später zog sie nach Derby.
Mit ihrem Vater stand Kezia Gill ab einem Alter von fünf oder sechs Jahren auf der Bühne. Zu ihren Vorbildern gehörten neben ihrem Vater Patsy Cline, Johnny Cash, Freddie Mercury und Tina Turner. In ihrer Jugend trat sie in einer Gruppe namens Emerald Roses auf, die sie mit einigen ihrer Cousins gegründet hatte. Im Alter von 18 Jahren zog sie nach Lanzarote. Zunächst hatte sie geplant, nach dem College dort nur eine Saison lang aufzutreten, letzten Endes wurden daraus aber sieben Jahre, die sie später als die beste Zeit ihres Lebens bezeichnete.
Kezia Gills Stil ist vor allem von irischer und Country-Musik beeinflusst. Neben eigenen Songs pflegt sie auch Coverversionen fremder Werke vorzutragen. Ihr erstes Album, das den Titel Kezia trägt, erschien 2017. Danach wurde sie bei den CCN Awards Female Vocalist of the Year. Im Jahr 2018 erhielt sie bei den BCMA Awards den People’s Choice Award als Soloist of the Year.
Anfang 2019 unternahm sie eine Tournee nach Australien. Sie trat 2019 auf dem Tamworth Country Music Festival auf, danach in Nashville im The Ryman Auditorium und im The Bluebird Cafe. Ferner trat sie 2019 auf den Festivals Buckle & Boots, FSA und Millport auf. Außerdem hatte sie 2019 einen Auftritt bei The Long Road. Musik von Kezia Gill wurde in der Bob Harris Country Music Show gespielt. Bei den British Country Music Awards 2019 wurde sie fünfmal nominiert und als beste weibliche Country-Künstlerin in Großbritannien ausgezeichnet.
Sie veröffentlichte das EP Dead Ends & Detours, das sechs Titel enthält.
Im Jahr 2020 musste sie, was öffentliche Auftritte betraf, pausieren, veröffentlichte aber das EP Best Worst Year. 2021 ging sie mit Jade Helliwell auf Tournee durch Großbritannien. Aus diesem Jahr stammt auch ihr EP The Mess I Made. Die sechs Titel waren in der Zeit des Lockdowns und der Trauer um ihren Vater, der im März 2020 gestorben war, entstanden; drei davon handeln von Selbstzweifel, Selbstfindung und Lernen aus Fehlern, während die drei anderen positive Gefühle transportieren. Der Titel All of Me erschien auch als Single und erreichte Platz 1 in den Singer/Songwriter iTunes Charts.
Im Jahr 2021 trat Kezia Gill wieder beim Buckle & Boots Festival und zahlreichen anderen Festivals auf. Unter anderem trat sie bei An Evening with Bob Harris auf, war mit The Shires auf Tour und erhielt bei den British Country Music Awards die Auszeichnungen Entertainer, Album und Song des Jahres. Im Maverick Magazine erschien im Jahr 2021 ein ganzseitiger Artikel über Kezia Gill. Erstaunlich fand sie das gewaltige Echo auf ihren ersten Auftritt mit Brendan Kavanagh im Bahnhof St Pancras, der ebenfalls 2021 stattfand.
Anfang 2022 brachte sie ein Duett mit Tim Prottey-Jones heraus, eine Neuauflage von Cotton Eye Joe. 2022 war sie mit The Shires auf deren Ten-Year-Plan-Tour, hatte Auftritte mit Morganway in Schottland und stand auf mehreren Stationen der Jubiläumstour Tony Hadleys auf der Bühne. Unter anderem trat sie im Jahr 2022 auch auf dem Festival The Black Deer auf.